# Collegio uninominale Lombardia 3 - 01 (2020)
Il collegio elettorale uninominale Lombardia 3 - 01 è un collegio elettorale uninominale della Repubblica Italiana per l'elezione della Camera dei deputati.

## Territorio
Come previsto dalla legge n. 51 del 27 maggio 2019, il collegio è stato definito tramite decreto legislativo all'interno della circoscrizione Lombardia 3.
È formato dal territorio di 90 comuni della provincia di Bergamo: Adrara San Martino, Adrara San Rocco, Albano Sant'Alessandro, Antegnate, Arcene, Arzago d'Adda, Bagnatica, Barbata, Bariano, Berzo San Fermo, Bolgare, Boltiere, Bottanuco, Brembate, Brignano Gera d'Adda, Brusaporto, Calcinate, Calcio, Calvenzano, Canonica d'Adda, Capriate San Gervasio, Caravaggio, Carobbio degli Angeli, Casirate d'Adda, Castel Rozzone, Castelli Calepio, Cavernago, Cenate Sopra, Cenate Sotto,
Chiuduno, Ciserano, Cividate al Piano, Cologno al Serio, Comun Nuovo, Cortenuova, Costa di Mezzate, Covo, Credaro, Dalmine, Entratico, Fara Gera d'Adda, Fara Olivana con Sola, Filago, Fontanella, Foresto Sparso, Fornovo San Giovanni, Gandosso, Ghisalba, Gorlago, Grassobbio, Grumello del Monte, Isso, Levate, Lurano, Luzzana, Madone, Martinengo, Misano di Gera d'Adda, Montello, Morengo, Mornico al Serio, Mozzanica, Osio Sopra, Osio Sotto, Pagazzano, Palosco, Parzanica, Pognano, Pontirolo Nuovo, Predore, Pumenengo, Romano di Lombardia, San Paolo d'Argon, Sarnico, Seriate, Spirano, Tavernola Bergamasca, Telgate, Torre de' Roveri, Torre Pallavicina, Trescore Balneario, Treviglio, Urgnano, Verdellino, Verdello, Viadanica, Vigolo, Villongo, Zandobbio e Zanica.
Il collegio è parte del collegio plurinominale Lombardia 3 - 01.

## Eletti
| Elezione | Elezione | Deputato         | Partito      |
| -------- | -------- | ---------------- | ------------ |
|          | 2022     | Alessandro Sorte | Forza Italia |

## Dati elettorali

### XIX legislatura
Come previsto dalla legge elettorale, 147 deputati sono eletti con sistema a maggioranza relativa in altrettanti collegi uninominali a turno unico.
| Candidati                                 | Candidati                  | Voti    | %     | Liste                          | Voti    | %     |
| ----------------------------------------- | -------------------------- | ------- | ----- | ------------------------------ | ------- | ----- |
|                                           | Alessandro Sorte ✔️ Eletto | 153 128 | 59,69 | Fratelli d'Italia              | 81 865  | 31,91 |
| Lega per Salvini Premier                  | Alessandro Sorte ✔️ Eletto | 153 128 | 59,69 | 46 830                         | 18,25   |       |
| Forza Italia                              | Alessandro Sorte ✔️ Eletto | 153 128 | 59,69 | 22 708                         | 8,85    |       |
| Noi moderati/Lupi - Toti - Brugnaro - UDC | Alessandro Sorte ✔️ Eletto | 153 128 | 59,69 | 1 725                          | 0,67    |       |
|                                           | Gabriele Giudici           | 54 890  | 21,40 | Partito Democratico-IDP        | 38 705  | 15,09 |
| Alleanza Verdi e Sinistra                 | Gabriele Giudici           | 54 890  | 21,40 | 7 832                          | 3,05    |       |
| +Europa                                   | Gabriele Giudici           | 54 890  | 21,40 | 7 588                          | 2,96    |       |
| Impegno Civico - Centro Democratico       | Gabriele Giudici           | 54 890  | 21,40 | 765                            | 0,30    |       |
|                                           | Fabio Paganini             | 21 257  | 8,29  | Azione - Italia Viva - Calenda | 21 257  | 8,29  |
|                                           | Concetta Torrisi           | 15 221  | 5,93  | Movimento 5 Stelle             | 15 221  | 5,93  |
|                                           | Gianpaolo Catania          | 4 316   | 1,68  | Italexit                       | 4 316   | 1,68  |
|                                           | Gian Maria Maddalena Magni | 2 646   | 1,03  | Unione Popolare                | 2 646   | 1,03  |
|                                           | Sergio Russo               | 2 431   | 0,95  | Italia Sovrana e Popolare      | 2 431   | 0,95  |
|                                           | Pierre Andre Farhat        | 2 401   | 0,94  | Vita                           | 2 401   | 0,94  |
|                                           | Donatella Bussolati        | 253     | 0,10  | Noi di Centro – Europeisti     | 253     | 0,10  |
| Totale                                    | Totale                     | 256 543 | 100   |                                | 256 543 | 100   |
|                                           |                            |         |       |                                |         |       |
| Schede bianche                            | Schede bianche             | 4 055   | 1,51  |                                |         |       |
| Schede nulle                              | Schede nulle               | 7 511   | 2,80  |                                |         |       |
| Votanti                                   | Votanti                    | 268 109 | 73,07 |                                |         |       |
| Elettori                                  | Elettori                   | 366 945 |       |                                |         |       |